# Philodicus robustus
Philodicus robustus är en tvåvingeart som beskrevs av Blasdale 1957. Philodicus robustus ingår i släktet Philodicus och familjen rovflugor.
Artens utbredningsområde är Sudan. Inga underarter finns listade i Catalogue of Life.